# Жорж-Айнль, Франсуа

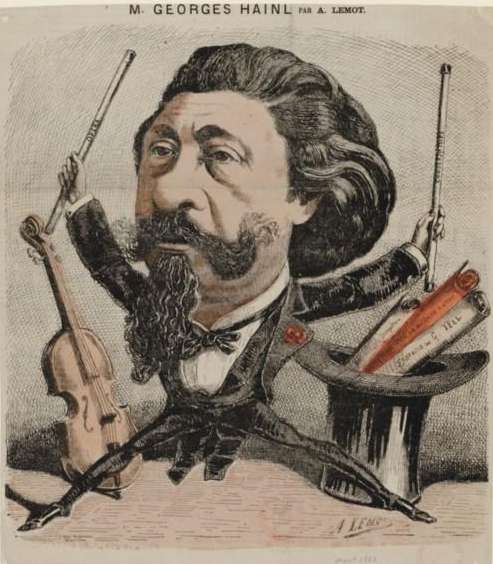
Жорж-Айнль на карикатуре Ашиля Лемо

Франсуа́ Жорж-Айнль (фр. François George Hainl; 16 ноября 1807, Иссуар, департамент Пюи-де-Дом — 3 июля 1873, Париж) — французский дирижёр.
Окончил Парижскую консерваторию (1830) как виолончелист, ученик Луи Пьера Норблена. В 1841—1863 годах возглавлял оркестр Большого театра в Лионе, в 1863—1872 годах был главным дирижёром Оркестра концертного общества Парижской консерватории, одновременно работая и в Парижской опере.
Был другом Гектора Берлиоза и частым исполнителем его произведений. Дирижировал первым исполнением оперы Верди «Дон Карлос» (11 марта 1867 году в Париже, в рамках Всемирной выставки).